# Eleonora Viezzer
Eleonora Viezzer (Viena, 1986) es una investigadora italiana especializada en fusión nuclear. Ha sido reconocida con diversas becas y premios internacionales por sus contribuciones al campo de la física de plasma y la fusión nuclear.

## Trayectoria
Viezzer nació en Viena en 1986 y se doctoró en 2013 con mención magna cum laude en la Universidad Ludwig-Maximilian de Múnich y el Instituto Max Planck para Física de Plasma. Tras completar su doctorado, obtuvo una beca de investigación europea EUROfusion Research Fellowship para realizar un contrato posdoctoral. Posteriormente, fue beneficiaria de la beca Juan de la Cierva (2016-2017) y la beca Marie Sklodowska-Curie (2017-2019).En 2019 obtuvo una ERC Starting Grant del Consejo Europeo de Investigación. En 2020 también obtuvo una beca Leonardo de la Fundación BBVA.
En la Universidad de Sevilla, donde Viezzer es profesora titular en el Departamento de Física Atómica, Molecular y Nuclear, ha continuado su labor como investigadora y docente. Colabora activamente en el programa “Mujeres y Ciencia: STEM” del Consejo Social de la Universidad de Sevilla, promoviendo la participación de mujeres en las disciplinas científicas.
Ha liderado equipos de investigación internacionales con decenas de expertos y ha trabajado con instituciones de prestigio como el Instituto Max Planck de Física de Plasma, el Princeton Plasma Physics Laboratory, General Atomics en San Diego, el Instituto de Tecnología de Massachusetts (MIT) en Boston, la Universidad de Oxford, el Centro de Investigaciones Energéticas, Medioambientales y Tecnológicas (CIEMAT) en Madrid y el National Institute for Fusion Science (NIFS) en Japón. Además, obtuvo una subvención ERC Starting Grant para desarrollar sus proyectos en la Universidad de Sevilla.
Viezzer ha publicado más de 170 artículos en revistas científicas de alto impacto y su trabajo ha sido reconocido con varios galardones internacionales.

## Reconocimientos
En 2018, Eleonora Viezzer fue galardonada con el premio Young Scientist Prize de la International Union of Pure and Applied Physics,así como con el Falling Walls Audience Prize de la Fundación Falling Walls y el premio Eyra Young Researchers Award de la Unión Euroscience. Obtuvo también una beca Leonardo de la Fundación BBVA en 2020 y el VIII Premio Losada Villasante de la Universidad de Sevilla en la modalidad de Investigación Científica en 2021. Al año siguiente, recibió el Premio Fundación Princesa de Girona en Investigación Científica por su contribución a la problemática energética mundial mediante la fusión nuclear y el Premio de Física Real Sociedad Española de Física y la Fundación BBVA.